# Choszczno
Choszczno (Arnswalde fino al 1945) è un comune urbano-rurale polacco del distretto di Choszczno, nel voivodato della Pomerania Occidentale.
Ricopre una superficie di 246,53 km² e nel 2008 contava 22 257 abitanti.
Frazioni del comune con nome tedesco in uso fino al 1945:
Gleźno (Hohenwalde), Kołki (Rohrbeck), Koplin (Kopplinsthal), Korytowo (Kürtow), Piasecznik (Pätznick), Radaczewo (Reichenbach), Raduń (Radun), Rzecko (Rietzig), Sławęcin (Schlagenthin), Smolen (Karlsburg), Stary Klukom (Alt Klücken), Stradzewo (Stolzenfelde), Sulino (Ebenau), Suliszewo (Zühlsdorf), Wardyń (Wardin), Zamęcin (Sammenthin), Zwierzyn (Schwerinsfeld).